# ليونارد روبرتس
ليونارد روبرتس (بالإنجليزية: Leonard Roberts)‏ ممثل أمريكي من مواليد 17 نوفمبر 1972.

## مواقع خارجية
- ليونارد روبرتس على موقع IMDb (الإنجليزية)
- ليونارد روبرتس على موقع روتن توميتوز (الإنجليزية)
- ليونارد روبرتس على موقع ألو سيني (الفرنسية)
- ليونارد روبرتس على موقع أول موفي (الإنجليزية)
- ليونارد روبرتس على موقع قاعدة بيانات الأفلام السويدية (السويدية)
- ليونارد روبرتس على موقع قاعدة بيانات الفيلم (الإنجليزية)
- ليونارد روبرتس على موقع كينوبويسك (الروسية)